# Ковалёв, Валерий Викторович
Валерий Викторович Ковалёв (12 июля 1948, Великий Устюг, Вологодская область — 25 января 2020, Санкт-Петербург, Россия) — российский экономист, профессор Санкт-Петербургского государственного университета, заведующий Кафедрой статистики, учёта и аудита СПбГУ, заслуженный деятель науки РФ.

## Биография
После окончания в 1972 году математико-механического факультета Ленинградского государственного университета по кафедре теории вероятностей и математической статистики работал в информационно-вычислительных центрах Ленинградского электромашиностроительного завода (ЛПЭО «Электросила») и Главного управления торговли Исполкома Ленсовета до 1981 года.
В 1981—1984 годах — аспирант кафедры статистики Ленинградского института советской торговли. После защиты кандидатской диссертации (1984) работал на кафедре бухгалтерского учёта того же института. В период с 1989 по 1992 г. работал проректором СПбТЭИ. После защиты докторской диссертации на тему «Управленческие аспекты бухгалтерского учёта» (1994) продолжил работу в СПбТЭИ в должности профессора. С 1997 г. В. В. Ковалёв начал преподавать на экономическом факультете СПбГУ.
Основные направления научных интересов: финансовый менеджмент, бухгалтерский учёт, финансовый анализ, методология статистики, история финансовой науки.
Является автором и соавтором более 200 научных работ, включая более 40 монографий. Автор книг «Как читать баланс», «Финансовый менеджмент», «Анализ баланса», «Корпоративные финансы».
С 2011 года заведовал кафедрой статистики, учёта и аудита СПбГУ.
Умер 25 января 2020 года, похоронен на Смоленском кладбище Санкт-Петербурга.

## Список трудов
- Ковалёв В. В., Ковалёв Вит. В. Корпоративные финансы: Учебник. М.: Проспект, 2018.
- Ковалёв В.В. Курс финансового менеджмента. 3-е изд. М.: Проспект, 2015
- Ковалёв В. В., Ковалёв Вит. В. Корпоративные финансы и учёт: понятия, алгоритмы, показатели. 3-е изд. М.: Проспект, 2017.
- Ковалёв В. В., Ковалёв Вит. В. Анализ баланса. 4-е изд. М.: Проспект, 2016.
- Ковалёв В. В. Ковалёв Вит. В. Финансовый менеджмент: Конспект лекций с задачами и тестами. 2-е изд. М.: Проспект, 2018.